# Кубок ярмарків 1969—1970
Дванадцятий Кубок ярмарків відбувся між 1969 і 1970 роками й був виграний англійським «Арсеналом», який у фіналі переміг бельгійський «Андерлехт».

## 1/32 фіналу
Матчі проходили від 3 вересня до 2 жовтня 1969 року.
| Команда 1             | Заг. | Команда 2             | 1-й матч | 2-й матч |
| --------------------- | ---- | --------------------- | -------- | -------- |
| «Арсенал»             | 3:1  | «Гленторан»           | 3:0      | 0:1      |
| «Данді Юнайтед»       | 1:3  | «Ньюкасл Юнайтед»     | 1:2      | 0:1      |
| «Ліверпуль»           | 14:0 | «Дандолк»             | 10:0     | 4:0      |
| «Партизан»            | 2:3  | «Уйпешт»              | 2:1      | 0:2      |
| «Сабадель»            | 3:5  | «Брюгге»              | 2:0      | 1:5      |
| «Лас-Пальмас»         | 0:1  | «Герта»               | 0:0      | 0:1      |
| «Вінер Шпорт-Клуб»    | 5:6  | «Рух»                 | 4:2      | 1:4      |
| «Руан»                | 2:1  | «Твенте»              | 2:0      | 0:1      |
| «Віторія» (Гімарайнш) | 2:1  | «Банік»               | 1:0      | 1:1      |
| «Спортінг» (Лісабон)  | 6:2  | «ЛАСК»                | 4:0      | 2:2      |
| «Карл Цейс»           | 1:0  | «Алтай»               | 1:0      | 0:0      |
| «Лозанна»             | 2:4  | «Дьєр»                | 1:2      | 1:2      |
| «Русенборг»           | 1:2  | «Саутгемптон»         | 1:0      | 0:2      |
| «Ганза»               | 3:2  | «Паніоніос»           | 3:0      | 0:2      |
| «Динамо» (Бакеу)      | 7:0  | «Флоріана»            | 6:0      | 1:0      |
| «Славія» (Софія)      | 3:1  | «Валенсія»            | 2:0      | 1:1      |
| «Інтернаціонале»      | 4:0  | «Спарта»              | 3:0      | 1:0      |
| «Ювентус»             | 5:2  | «Локомотив» (Пловдив) | 3:1      | 2:1      |
| «Штутгарт»            | 4:1  | «Мальме»              | 3:0      | 1:1      |
| «Ганновер 96»         | 2:4  | «Аякс»                | 2:1      | 0:3      |
| «Аріс»                | 1:4  | «Кальярі»             | 1:1      | 0:3      |
| «Мец»                 | 2:3  | «Наполі»              | 1:1      | 1:2      |
| «Барселона»           | 6:0  | «Болдклуббен 1913»    | 4:0      | 2:0      |
| «Воєводина»           | 2:1  | «Гвардія»             | 1:1      | 0:1      |
| «Данфермлін Атлетік»  | 4:2  | «Бордо»               | 4:0      | 0:2      |
| «Цюрих»               | 4:5  | «Кілмарнок»           | 3:2      | 1:3      |
| «Мюнхен 1860»         | 3:4  | «Скейд»               | 2:2      | 1:2      |
| «Андерлехт»           | 8:0  | «Валюр»               | 6:0      | 2:0      |
| «Шарлеруа»            | 5:2  | «НК Загреб»           | 2:1      | 3:1      |
| «Відовре»             | 1:4  | «Порту»               | 1:2      | 0:2      |
| «Женесс» (Еш)         | 3:6  | «Колрейн»             | 3:2      | 0:4      |
| «Віторія» (Сетубал)   | 7:2  | «Рапід» (Бухарест)    | 3:1      | 4:1      |

## 1/16 фіналу
Матчі проходили від 21 жовтня до 26 листопада 1969 року.
| Команда 1             | Заг.    | Команда 2         | 1-й матч | 2-й матч |
| --------------------- | ------- | ----------------- | -------- | -------- |
| «Спортінг» (Лісабон)  | 0:3     | «Арсенал»         | 0:0      | 0:3      |
| «Шарлеруа»            | 3:3 (ч) | «Руан»            | 3:1      | 0:2      |
| «Скейд»               | 0:2     | «Динамо» (Бакеу)  | 0:0      | 0:2      |
| «Кілмарнок»           | 4:3 (ч) | «Славія» (Софія)  | 4:1      | 0:2      |
| «Аякс»                | 9:1     | «Рух»             | 7:0      | 2:1      |
| «Штутгарт»            | 0:1     | «Наполі»          | 0:0      | 0:1      |
| «Карл Цейс»           | 3:0     | «Кальярі»         | 2:0      | 1:0      |
| «Брюгге»              | 5:5 (ч) | «Уйпешт»          | 5:2      | 0:3      |
| «Ганза»               | 2:4     | «Інтернаціонале»  | 2:1      | 0:3      |
| «Дьєр»                | 2:5     | «Барселона»       | 2:3      | 0:2      |
| «Герта»               | 3:1     | «Ювентус»         | 3:1      | 0:0      |
| «Віторія» (Сетубал)   | 3:3 (ч) | «Ліверпуль»       | 1:0      | 2:3      |
| «Порту»               | 0:1     | «Ньюкасл Юнайтед» | 0:0      | 0:1      |
| «Віторія» (Гімарайнш) | 4:8     | «Саутгемптон»     | 3:3      | 1:5      |
| «Данфермлін Атлетік»  | 3:1     | «Гвардія»         | 2:1      | 1:0      |
| «Андерлехт»           | 13:4    | «Колрейн»         | 6:1      | 7:3      |

## 1/8 фіналу
Матчі проходили від 10 грудня 1969 року до 28 січня 1970 року.
| Команда 1           | Заг.    | Команда 2            | 1-й матч | 2-й матч |
| ------------------- | ------- | -------------------- | -------- | -------- |
| «Руан»              | 0:1     | «Арсенал»            | 0:0      | 0:1      |
| «Кілмарнок»         | 1:3     | «Динамо» (Бакеу)     | 1:1      | 0:2      |
| «Наполі»            | 1:4     | «Аякс»               | 1:0      | 0:4 дч   |
| «Карл Цейс»         | 4:0     | «Уйпешт»             | 1:0      | 3:0      |
| «Барселона»         | 2:3     | «Інтернаціонале»     | 1:2      | 1:1      |
| «Віторія» (Сетубал) | 1:2     | «Герта»              | 1:1      | 0:1      |
| «Ньюкасл Юнайтед»   | 1:1 (ч) | «Саутгемптон»        | 0:0      | 1:1      |
| «Андерлехт»         | 3:3 (ч) | «Данфермлін Атлетік» | 1:0      | 2:3      |

## 1/4 фіналу
Матчі проходили від 4 до 18 березня 1970 року.
| Команда 1        | Заг.    | Команда 2         | 1-й матч | 2-й матч |
| ---------------- | ------- | ----------------- | -------- | -------- |
| «Динамо» (Бакеу) | 1:9     | «Арсенал»         | 0:2      | 1:7      |
| «Карл Цейс»      | 4:6     | «Аякс»            | 3:1      | 1:5      |
| «Герта»          | 1:2     | «Інтернаціонале»  | 1:0      | 0:2      |
| «Андерлехт»      | 3:3 (ч) | «Ньюкасл Юнайтед» | 2:0      | 1:3      |

## 1/2 фіналу
Матчі проходили від 1 до 15 квітня 1970 року.
| Команда 1   | Заг. | Команда 2        | 1-й матч | 2-й матч |
| ----------- | ---- | ---------------- | -------- | -------- |
| «Арсенал»   | 3:1  | «Аякс»           | 3:0      | 0:1      |
| «Андерлехт» | 2:1  | «Інтернаціонале» | 0:1      | 2:0      |

## Фінал

### Перший матч
| 22 квітня 1970 |

| «Андерлехт»                  | 3:1      | «Арсенал»   |
| ---------------------------- | -------- | ----------- |
| Девріндт 25' Мюлдер 30', 74' | Протокол | Кеннеді 82' |

| Констант Ванден Сток, Андерлехт Глядачів: 37 000 Арбітр: Рудольф Шройрер |

### Другий матч
| 29 квітня 1970 |

| «Арсенал»                         | 3:0      | «Андерлехт» |
| --------------------------------- | -------- | ----------- |
| Келлі 25' Радфорд 75' Саммелс 76' | Протокол |             |

| Гайбері, Лондон Глядачів: 51 612 Арбітр: Герхард Кунце |